# Sri Lanka na Mistrzostwach Świata w Lekkoatletyce 2019
Sri Lanka na Mistrzostwach Świata w Lekkoatletyce 2019 – reprezentacja Sri Lanki podczas mistrzostw świata w Doha liczyła tylko jedną zawodniczkę, specjalizująca się w biegach długodystansowych Hiruni Kesara Wijayaratne.

## Skład reprezentacji

### Kobiety
| Zawodniczka               | Konkurencja | Eliminacje | Eliminacje | Półfinał | Półfinał | Finał | Finał   |
| Zawodniczka               | Konkurencja | Wynik      | Pozycja    | Wynik    | Pozycja  | Wynik | Pozycja |
| ------------------------- | ----------- | ---------- | ---------- | -------- | -------- | ----- | ------- |
| Hiruni Kesara Wijayaratne | Maraton     | —          | —          | —        | —        | DNF   | DNF     |